# Carlos Enrique Espinoza Espinoza
Carlos Enrique Espinoza Espinoza (Puerto Ordaz, 25 giugno 1992) è un calciatore venezuelano, attaccante dell'Atlético El Vigía.

## Carriera
Ha giocato nella massima serie dei campionati venezuelano ed ecuadoriano.

## Palmarès

### Club

#### Competizioni nazionali
- Campionato venezuelano: 1

Caracas: 2019